# Zabernovo, Burgas
Zabernovo (în bulgară Заберново) este un sat în comuna Malko Tărnovo, regiunea Burgas,  Bulgaria. 

## Demografie
Componența etnică a satului Zabernovo
     Bulgari (85,43%)
     Nicio identificare (14,56%)
     Altele (0%)
La recensământul din 2011, populația satului Zabernovo era de 103 locuitori. Din punct de vedere etnic, majoritatea locuitorilor (85,43%) erau bulgari. Pentru 14,56% din locuitori nu este cunoscută apartenența etnică.